# Prix Samuel-Wilks
Le prix Samuel-Wilks est décerné chaque année depuis 1964 par la Société américaine de statistique (ASA) pour reconnaître une contribution exceptionnelle aux statistiques. Il a été créé en l'honneur du statisticien Samuel Wilks. 

## Liste des lauréats
- 1964 : Frank Grubbs
- 1965 : John Tukey
- 1966 : Leslie Earl Simon
- 1967 : William Cochran
- 1968 : Jerzy Neyman
- 1969 : William J. Youden
- 1970 : George Snedecor
- 1971 : Harold F. Dodge (en)
- 1972 : George E.P. Box
- 1973 : Herman Otto Hartley
- 1974 : Cuthbert Daniel
- 1975 : Herbert Solomon (en)
- 1976 : Solomon Kullback
- 1977 : Churchill Eisenhart (en)
- 1978 : William Kruskal
- 1979 : Alexander M. Mood
- 1980 : Wilson Allen Wallis
- 1981 : Holbrook Working
- 1982 : Frank Proschan
- 1983 : W. Edwards Deming
- 1984 : Zygmunt William Birnbaum
- 1985 : Leo Goodman
- 1986 : Frederick Mosteller
- 1988 : Calyampudi Radhakrishna Rao[1].
- 1990 : Bradley Efron
- 1991 : Ingram Olkin
- 1992 : Wilfrid Dixon
- 1993 : Norman L. Johnson (en)
- 1994 : Emanuel Parzen (en)
- 1995 : Donald Rubin
- 1996 : Erich Leo Lehmann
- 1997 : Leslie Kish
- 1998 : David Siegmund
- 1999 : Lynne Billard
- 2000 : Stephen Fienberg
- 2001 : George C. Tiao
- 2002 : Lawrence D. Brown
- 2003 : David L. Wallace
- 2004 : Paul Meier
- 2005 : Roderick J. A. Little (en)
- 2006 : Marvin Zelen (en)
- 2007 : Colin Lingwood Mallows (en)
- 2008 : Scott Zeger
- 2009 : Lee-Jen Wei (en)
- 2010 : Pranab K. Sen (en)
- 2011 : Nan Laird
- 2012 : Peter Gavin Hall
- 2013 : Kanti Mardia (en)
- 2014 : Madan Lal Puri (en)
- 2015 : James O. Berger (en)
- 2016 : David Donoho
- 2017 : Wayne Fuller
- 2018 : Peter J. Bickel (en)
- 2019 : Alan E. Gelfand (en)
- 2020 : Malay Ghosh (en)
- 2021 : Sallie Keller McNulty
- 2022 : Jessica Utts
- 2023 : Jeremy M. Taylor
- 2024 : Joseph G. Ibrahim[2]